# Ophiozonella stellamaris
Ophiozonella stellamaris is een slangster uit de familie Ophiolepididae.
De wetenschappelijke naam van de soort werd in 1952 gepubliceerd door Howard Barraclough Fell.